# غاري كونينغهام (لاعب اتحاد الرغبي)
غاري كونينغهام (بالإنجليزية: Gary Cunningham)‏ هو لاعب اتحاد الرغبي نيوزيلندي، ولد في 12 مايو 1955 في أوكلاند في نيوزيلندا.